# 실행 장치
실행 장치(Execution unit, E-unit 또는 EU)는 컴퓨터 공학에서 명령 장치에서 전달된 작업과 계산을 수행하는 중앙 처리 장치(CPU) 또는 그래픽 처리 장치(GPU)의 일부이다. 자체 내부 제어 시퀀스 장치(CPU의 주 제어 장치와 혼동하지 말 것), 일부 레지스터 및 산술 논리 장치, 주소 생성 장치, 부동 소수점 장치, 로드 저장 장치와 같은 기타 내부 장치를 가질 수 있다.
최신 CPU에는 실행 단위 내에 여러 개의 병렬 기능 단위가 있는 것이 일반적이며 이를 슈퍼스칼라 설계라고 한다. 가장 간단한 배열은 단일 버스 관리자 장치를 사용하여 메모리 인터페이스를 관리하고 나머지 장치는 계산을 수행하는 것이다. 또한 최신 CPU의 실행 단위는 일반적으로 파이프라인으로 구성된다.